# Li Xuerui
Li Xuerui (n. 24 ianuarie 1991, Chongqing, Sichuan, Republica Populară Chineză) este o jucătoare de badminton ce a reprezentat Republica Populară Chineză, medaliată olimpică. A participat la 2 ediții ale Jocurilor Olimpice (2012, 2016) în care a câștigat o medalie de aur.